# All the Things She Said (t.A.T.u.)
All the Things She Said è il singolo di debutto internazionale del duo musicale russo t.A.T.u., pubblicato il 9 settembre 2002 come primo estratto dal primo album in studio in lingua inglese 200 km/h in the Wrong Lane.
È indubbiamente il brano che ha lanciato in breve tempo il duo alla fama. La canzone è diventata un grande successo in fatto di vendite e trasmissioni, raggiungendo la prima posizione in diversi Paesi del mondo, tra cui Australia, Germania, Irlanda, Nuova Zelanda, Regno Unito e Svizzera. È inoltre arrivata alla posizione numero 20 della Billboard Hot 100, rendendo le t.A.T.u. il primo gruppo russo ad essere entrato nella top-40 della classifica statunitense.
All the Things She Said diventò una delle maggiori hit del 2003 raggiungendo la posizione numero 3 nelle classifiche europee dei singoli di quell'anno, soltanto dietro a Lose Yourself di Eminem e a Where Is the Love? dei The Black Eyed Peas.

## Descrizione
Il brano è la versione in lingua inglese di Ja sošla s uma (lett. "Ho perso la testa"), primo singolo delle t.A.T.u. pubblicato nel 2000 ed estratto dallo stesso album in lingua russa 200 po vstrečnoj. Il testo della canzone narra l'amore tra due giovani ragazze ostacolato da chi è intorno.
Considerata un inno lesbo, All the Things She Said costituisce la seconda traccia dell'album d'esordio internazionale 200 km/h in the Wrong Lane, uscito nel 2002. La canzone, scritta da Sergio Galoyan, Martin Kierszenbaum, Elena Kiper, Valerij Polienko e Trevor Horn (che l'ha anche prodotta), è stata mixata e registrata da Robert Orton negli UMG Studios di Santa Monica, in California. Nel 2006 il brano è riapparso nella raccolta dei maggiori successi del duo, The Best.
Della canzone esisitono due demo, la prima intitolata I've Lost My Mind e la seconda I'm Going Mad (entrambe traduzioni fedeli del titolo della versione originale in russo del brano). Alcuni estratti delle due demo sono disponibili su piattaforme come YouTube.

## Accoglienza
La canzone si è classificata alla posizione numero 452 della classifica delle «500 migliori canzoni da quando sei nato» di Blender, ed è stata quotata all'ottavo posto nella classifica di AOL relativa alle 10 migliori canzoni pop del decennio (anni 2000). Rebecca Bary del New Zealand Herald ha eletto la canzone il quinto miglior singolo dell'anno, mentre Bill Lamb di About.com ha incluso il brano nella «Top 100 Pop Songs of 2003» al 31º posto e nella sua «top 10 contemporary girl group songs» al 10º posto.
Nel 2023 il brano è stato inserito alla posizione numero 423 tra le 500 migliori canzoni pop dal 1958 secondo il periodico Billboard.

## Promozione
Le t.A.T.u. eseguirono la canzone in molti programmi televisivi di tutto il mondo. Negli Stati Uniti apparvero per la prima volta al Tonight Show con Jay Leno, dove le ragazze crearono confusione per essersi baciate senza aver prima ottenuto il permesso di farlo. Cantarono poi il brano su Jimmy Kimmel Live!, AOL Sessions, Mad TV, al Carson Daly Show, a Total Request Live e nel pre-show degli MTV Europe Music Awards 2002. La canzone fu inoltre cantata agli MTV Movie Awards 2003, in quest'ultima occasione insieme al singolo successivo Not Gonna Get Us.
In Italia la canzone fu presentata durante la trentanovesima edizione del Festivalbar nel 2002, con un'esibizione aspramente criticata a causa del bacio che le due artiste si scambiarono sul palco.

## Video musicale
Il video, diretto da Ivan Šapovalov e girato a Mosca, presenta le medesime riprese della versione russa Ja sošla s uma ma modificate in modo tale da non rendere visibile il labiale. Inizia mostrando delle persone sotto la pioggia davanti a una rete metallica, mentre osservano le due cantanti del duo, Lena Katina e Julia Volkova, che si trovano dall'altra parte della rete. Vestite in uniforme scolastica, ostentano la loro omosessualità scatenando indignazione tra gli astanti. Il video termina mostrando che non sono le due giovani a essere imprigionate come si era fatto credere, bensì coloro che le osservano. Si tratta di una metafora su come le uniche persone libere sono quelle che mostrano il loro amore senza temere di essere giudicate. Il video si conclude con la fuga delle due.
Per sopperire al problema del labiale, nel luglio 2002 furono girate nuove scene relative soltanto alle parti in cui le ragazze cantano il brano in inglese, da poter sostituire alle corrispondenti riprese originali. Per ricreare la stessa atmosfera del primo video girato nel 2000, venne ricostruita parzialmente la medesima scenografia con le reti metalliche e il lungo muro alle spalle delle ragazze, ma il risultato finale si dimostrò poco convincente. Pertanto, si decise di utilizzare interamente le riprese originali, alterando le scene in cui il labiale era visibile. Alcune parti girate in lingua inglese sono oggi reperibili in rete.
Il video del brano fu il primo video musicale di artiste russe a ottenere una certificazione Vevo per aver raggiunto nel 2016 cento milioni di visualizzazioni.

### Controversie
Il video suscitò notevoli polemiche in diverse nazioni per l'inscenamento di tematiche omosessuali tra minorenni. Diverse organizzazioni protestarono contro la sua pubblicazione e ne tentarono il divieto, mentre alcune stazioni musicali rimossero le scene del bacio tra le cantanti. Nella versione "ripulita" della clip, la parte in cui si intravede la biancheria di Julia sotto la gonna da collegiale fu sostituita con una scena di Lena che si aggrappa alla rete metallica. Fu inoltre rimosso il frame mostrante i dettagli anatomici delle ragazze, visibili attraverso le camicie bagnate dalla pioggia.

## Tracce
CD maxi single (Europa)
1. All the Things She Said (Radio Version) – 3:31
2. Stars – 4:06
3. All the Things She Said (Dave Audé Extension 119 Club Vocal Mix) – 8:18
4. Ja sošla s uma (Russian Version) – 3:32

EU CD single / UK cassette
1. All the Things She Said (Radio Version) – 3:29
2. Stars – 4:07

CD single (Giappone)
1. All the Things She Said (Radio Version) – 3:28
2. All the Things She Said (Extension 119 Club Vocal) – 8:16
3. All the Things She Said (Mark!s Intellectual Vocal) – 9:41
4. All the Things She Said (Blackpulke Mix) – 4:13
5. All the Things She Said (Instrumental Version) – 3:49

CD single (Australia / Nuova Zelanda)
1. All the Things She Said (Radio Version) – 3:29
2. All the Things She Said (Marks Intellectual Vocal Mix)
3. All the Things She Said (Extension 119 Club Vocal Mix)
4. All the Things She Said (HarDrum Remix)

UK CD single
1. All the Things She Said (Radio Version) – 3:29
2. All the Things She Said (Extension 119 Club Edit)
3. Stars (Album Version)
4. All the Things She Said (Video)

US CD single
1. All the Things She Said (Radio Version) – 3:29
2. All the Things She Said (Extension 119 Club Edit) – 5:16
3. All the Things She Said (Video) – 3:29
4. Behind The Scenes with Lena & Julia (Part 1)
5. Photos

12" (Europa)
- Side A

1. All the Things She Said ((DJ Monk's After Skool Special) – 7:03
2. All the Things She Said (Running and Spinning mix) – 6:13

- Side B

1. All the Things She Said (Extension 119 club vocal) – 8:30
2. All the Things She Said (original version extended mix) – 5:37

Digital single (2022)
1. All the Things She Said (Sped Up) – 2:54 (t.A.T.u., Speed Radio, Ex7stence)
2. All the Things She Said (Explicit) – 3:35

## Successo commerciale
Il brano è il primo singolo lanciato da artiste russe a raggiungere il primo posto nella classifica britannica, posizione che ha mantenuto per ben quattro settimane, e nella classifica australiana, dove è rimasto in cima per due settimane.
La canzone debuttò nelle classifiche europee nell'autunno del 2002 e raggiunse la posizione numero 1 in diversi Paesi, tra cui Austria, Germania, Italia, Spagna e Portogallo. In Italia il brano trascorse quattro settimane consecutive al vertice della classifica, rimanendovi complessivamente diciannove settimane, ottenendo il disco di platino per le oltre 50 000 copie vendute. Rimase inoltre per circa quattro settimane alla numero 1 del programma Top of the Pops, nella sua versione italiana.
Nell'ottobre del 2002 debuttò in Svezia e in Finlandia, dove segnò la posizione numero 2 in poche settimane. Il mese successivo il singolo fu pubblicato anche in Svizzera, dove raggiunse la posizione numero 1 per sette settimane consecutive. Verso la fine dell'anno 2002 il singolo fu pubblicato anche in Francia, Danimarca e negli Stati Uniti, arrivando alla seconda posizione in Francia per tre settimane, in cima alla classifica danese per una settimana e alla posizione numero 20 negli Stati Uniti per due settimane, con oltre 415 000 copie vendute in territorio statunitense. Entro la fine dell'anno la canzone era alla posizione numero 33 nella classifica svizzera di fine anno (2002), con soli due mesi di permanenza dal debutto in classifica, e alla posizione numero 94 in Francia, dove aveva passato solo tre settimane in classifica. Nella classifica italiana di fine anno, invece, il singolo figurava al terzo posto.
Nel gennaio del 2003 debuttò anche in Austria, Nuova Zelanda e nel Regno Unito, dove arrivò 44º ancora prima che uscisse, grazie alle importazioni. Una volta pubblicato, il singolo piombò alla prima posizione con più di 90 000 copie vendute e mantenne il primo posto per quattro settimane consecutive, diventando disco d'argento con più di 200 000 copie vendute nel Paese (ad oggi disco di platino con un totale di 764 000 unità certificate nel Regno Unito a inizio 2022). Il brano raggiunse inoltre il primo posto nella Irish Singles Chart per quattro settimane consecutive, nonché il primo posto nella classifica scozzese. In Australia trascorse due settimane in cima alle classifiche e diventò disco di platino per la vendita di più di 70 000 copie.
Il brano arrivò a vendere nel 2003 quasi cinque milioni di copie in tutto il mondo, figurando al settimo posto tra i singoli più venduti al mondo di quell'anno. Nel Regno Unito finì alla posizione numero 6 tra i singoli più venduti del 2003, con più di 336 000 copie, e alla posizione numero 16 nella classifica di fine anno in Francia.

## Classifiche

### Classifiche settimanali
| Classifica (2002-03) | Posizione massima |
| -------------------- | ----------------- |
| Australia            | 1                 |
| Austria              | 1                 |
| Belgio (Fiandre)     | 3                 |
| Belgio (Vallonia)    | 2                 |
| Brasile              | 7                 |
| Canada               | 3                 |
| Croazia              | 1                 |
| Danimarca            | 1                 |
| Europa               | 1                 |
| Finlandia            | 3                 |
| Francia              | 2                 |
| Germania             | 1                 |
| Giappone             | 38                |
| Grecia               | 3                 |
| Irlanda              | 1                 |
| Italia               | 1                 |
| Norvegia             | 2                 |
| Nuova Zelanda        | 1                 |
| Portogallo           | 1                 |
| Regno Unito          | 1                 |
| Romania              | 3                 |
| Spagna               | 1                 |
| Stati Uniti          | 20                |
| Stati Uniti (dance)  | 5                 |
| Svezia               | 2                 |
| Svizzera             | 1                 |
| Ungheria             | 3                 |

### Classifiche di fine anno
| Classifica (2002) | Posizione |
| ----------------- | --------- |
| Belgio (Fiandre)  | 19        |
| Belgio (Vallonia) | 23        |
| Canada            | 106       |
| Finlandia         | 14        |
| Francia           | 94        |
| Italia            | 3         |
| Paesi Bassi       | 21        |
| Spagna            | 8         |
| Svezia            | 5         |
| Svizzera          | 33        |
| Classifica (2003) | Posizione |
| Australia         | 14        |
| Austria           | 4         |
| Belgio (Vallonia) | 41        |
| Brasile           | 42        |
| Europa            | 3         |
| Francia           | 16        |
| Germania          | 5         |
| Irlanda           | 9         |
| Nuova Zelanda     | 20        |
| Regno Unito       | 6         |
| Romania           | 51        |
| Svezia            | 59        |
| Svizzera          | 21        |

### Classifiche di fine decennio
| Classifica (2000-09) | Posizione |
| -------------------- | --------- |
| Germania             | 57        |

## Date di pubblicazione
| Paese                 | Data              | Formato                | Etichetta           | Nota   |
| --------------------- | ----------------- | ---------------------- | ------------------- | ------ |
| Stati Uniti d'America | 13 agosto 2002    | DVD                    | Interscope          | [ 88 ] |
| Europa                | 9 settembre 2002  | CD                     | Interscope          | [ 47 ] |
| Canada                | 10 settembre 2002 | CD                     | Interscope          | [ 89 ] |
| Stati Uniti d'America | 10 settembre 2002 | CD                     | Interscope          | [ 89 ] |
| Stati Uniti d'America | 28 ottobre 2002   | Contemporary hit radio | Interscope          | [ 90 ] |
| Regno Unito           | 27 gennaio 2003   | CD                     | Interscope, Polydor | [ 91 ] |
| Giappone              | 5 marzo 2003      | CD                     | Interscope          | [ 92 ] |
| Australia             | 10 marzo 2003     | CD                     | Interscope          | [ 93 ] |

## In altri media
All the Things She Said è apparsa in molteplici eventi televisivi: è stata la sigla della wrestler della WWE Victoria da dicembre 2002 fino a maggio 2004. Inoltre, il brano è apparso durante la scena finale della serie Birds of Prey, nell'episodio del 2003 "Devil's Eyes". È stato poi inserito nella colonna sonora del film Questione di tempo (2013), in quella della serie televisiva del 2023 Twisted Metal e in quella del film Anora (2024).

## Cover
All the Things She Said è stata reinterpretata, nel corso degli anni, da numerosi artisti, tra cui la cantante statunitense Poppy, che nel 2020 ha pubblicato la sua versione come singolo. Tra gli altri artisti che ne hanno inciso una cover ci sono la cantautrice britannica Lucy Spraggan, il gruppo metal australiano The Berzerker, il duo svedese Rebecca & Fiona, la cantante francese Imany, il gruppo musicale britannico Dream Wife e la cantautrice italiana Mara Sattei, che nel 2024 ha campionato il brano nel singolo Tempo (All the Things She Said). Nel giugno 2025 anche la cantautrice statunitense Kelly Clarkson si è esibita con una cover del brano.